# Delta du fleuve Jaune
Pour un article plus général, voir Fleuve Jaune.

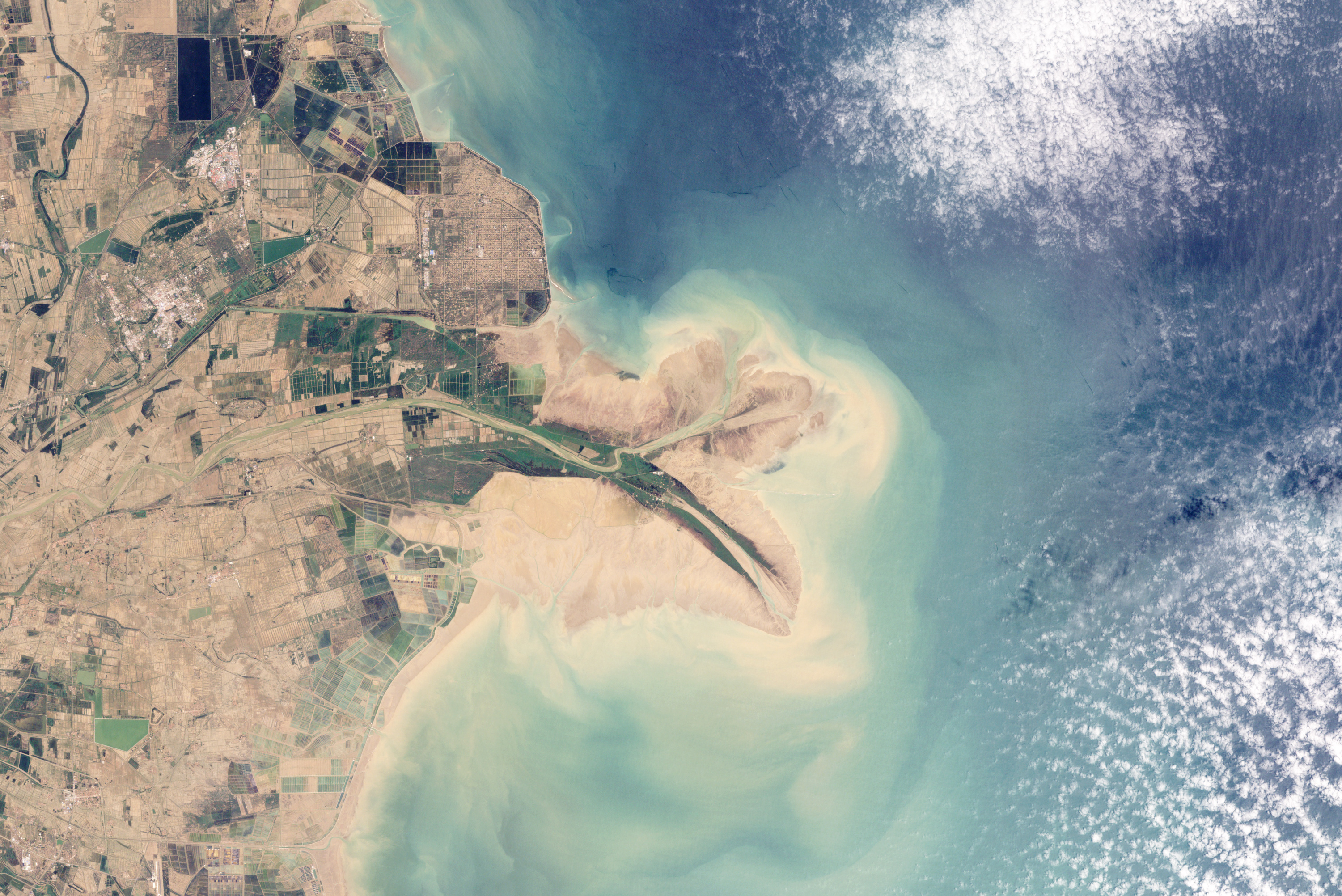
Image satellite du delta du fleuve Jaune en 2009 avec le nouveau chenal au nord du précédent qui n'est à présent plus utilisé.

Le delta du fleuve Jaune (en sinogramme simplifié : 黄河三角洲) est le delta du fleuve Jaune. Il est situé dans la baie de Bohai. En 1996, l'embouchure du delta a changé de chenal après une intervention humaine.